# 新添左季
新添 左季（にいぞえ さき、1996年7月4日 - ）は、日本の女子柔道家である。現役時の階級は70kg級。2023年世界柔道選手権大会金メダリスト。柔道ワールドマスターズ2018金メダリスト。2018年アジア大会金メダリスト。2024年パリ五輪混合団体銀メダリスト。奈良県橿原市出身。山梨学院大学卒業。自衛隊体育学校所属の幹部自衛官（2024年現在、2等陸尉）。

## 人物
身長170cm。段位は四段（2024年現在）。組み手は左組み。長身を活かした独特の内股を武器としていた。
一方で寝技はコーチから小学生レベルと呼ばれるほどであったが、コロナ禍で試合が減った時間を利用して抑え込みの基礎から努力を重ね、寝技の名手として知られるチームメイトの濵田尚里（2021年開催東京五輪78kg級金メダル）からも指導を受けて2023年世界選手権の制覇につながった。
趣味は自転車で一人のんびりとぷらぷらすること。バレーボールの観戦も趣味で、バレーボール漫画『ハイキュー!!』の大ファン。

## 経歴
柔道は6歳の時に2歳上の兄の影響で橿原市柔道クラブで始めた。小学生時代は臆病で試合会場から逃げ出して棄権したこともあった。天理中学3年の時に全国中学校柔道大会の63kg級準決勝で香長中学3年の池絵梨菜に上四方固で敗れて3位だった。
天理高校1年の時には全日本カデの準決勝で東大阪大敬愛高校1年の池に崩袈裟固で敗れて3位だった。インターハイと全国高校選手権ではそれぞれ初戦で敗れた。2年の時には全日本カデの準決勝で池に背負投で敗れて3位だった。インターハイでは初戦で敗れた。その後階級を70kg級に変更すると、全国高校選手権では準決勝で同じく階級を上げてきた池に背負投で敗れてまたもや3位にとどまった。3年の時にはインターハイの3回戦で敗れた。
2015年には山梨学院大学へ進学すると、1年の時には6月の優勝大会で1年先輩の出口クリスタなどとともにチームの優勝に貢献した。9月の全日本ジュニアでは決勝で鹿児島情報高校3年の青柳麗美に横四方固で敗れた。続くアジアジュニアでは優勝した。10月の体重別団体では決勝で帝京大学と対戦すると、代表戦で佐俣優依に技ありで敗れて2位に終わった。
2年の時には6月の優勝大会の決勝で環太平洋大学の鈴木伊織を内股で破ったのを始め、全試合に一本勝ちしてチームを優勝に導いた。9月の全日本ジュニア決勝ではこれまで12連敗していた大の苦手である池を大外返で破って優勝を飾った。これで柔道をやめてもいいと思ったほど今までで最も嬉しい勝利だったという。10月の学生体重別では2回戦で環太平洋大学1年の青柳に上四方固で敗れた。続く体重別団体では3位だった。11月の講道館杯では決勝まで進むと、コマツの大野陽子をGSに入ってから大外刈で破ってシニアの全国大会初優勝を飾った。12月のグランドスラム・東京では決勝まで進むと、三井住友海上の新井千鶴を指導2で破って、シニアの国際大会初出場にしてIJFワールド柔道ツアー優勝を飾った。2017年2月のグランドスラム・パリでは7位にとどまった。続くグランプリ・デュッセルドルフでは準決勝でフランスのマリー＝エヴ・ガイエに敗れて3位だった。
3年の時には4月の体重別決勝で新井に横四方固で敗れた。5月のグランドスラム・エカテリンブルグでは準決勝で地元ロシアのアレーナ・プロコペンコに敗れて3位だった。6月の優勝大会でチームは4連覇を成し遂げた。また、IJFが2020年の東京オリンピックで採用されることが決まった男女混合による6人制の団体戦を世界団体に新規導入したために、世界団体のメンバーに追加で選出された。8月のユニバーシアードでは準決勝で韓国の金省然を破るも、決勝でブラジルのバルバラ・ティモと対戦すると、GSを含めて8分半以上の戦いの末に技ありを取られて2位に終わった。団体戦では準決勝まで全て一本勝ちすると、決勝の韓国戦でも金省然に一本勝ちしてチームの優勝を決定付けた。9月の世界団体では初戦と2回戦に出場してそれぞれ勝つと、その後チームも優勝を飾った。続く学生体重別では決勝で環太平洋大学1年の田中志歩を内股で破って優勝した。10月の体重別団体では決勝の環太平洋大学戦で田中と引き分けるも、チームは優勝を飾った。11月の講道館杯では準決勝まで全て一本勝ちすると、決勝では田中をGSに入ってから指導2で破って今大会2連覇を果たした。12月のグランドスラム・東京では準々決勝で新井に敗れると、敗者復活戦でもガイエに敗れて7位に終わった。2018年1月のグランプリ・チュニスでは準決勝でオランダのキム・ポリングに敗れて3位だった。2018年2月のグランドスラム・デュッセルドルフでは準々決勝でリオデジャネイロオリンピック銀メダリストであるコロンビアのジュリ・アルベアルを内股で破るも、その後敗れて5位に終わった。
4年の時には4月の体重別準決勝でコマツの大野陽子に技ありで敗れて3位だった。なお、アジア大会代表には選ばれた。6月の優勝大会では決勝の龍谷大学戦で63kg級の米澤夏帆を合技で破るなどチームの5連覇に貢献した。8月のグランプリ・ブダペストでは準決勝でリオデジャネイロオリンピック銅メダリストであるイギリスのサリー・コンウェイを開始早々の内股で破ると、決勝ではオランダのサンネ・ファンデイケも開始早々の内股で破って優勝した。続くアジア大会では準決勝まで全て一本勝ちすると、決勝では金省然を内股の技ありで破って優勝した。男女混合団体戦では初戦の韓国戦のみの出場だったが、チョン・ヘジンに内股で一本勝ちしてチームの勝利に貢献すると、その後チームは優勝を飾った。10月の体重別団体では3位だった。11月のグランドスラム・大阪では準決勝でスウェーデンのアンナ・ベルンホルムに技ありで敗れるも、3位決定戦で大野を合技で破って3位になった。12月のワールドマスターズでは準々決勝でガイエを内股、準決勝でプエルトリコのマリア・ペレスを小外刈でそれぞれ破ると、決勝では元世界チャンピオンのアルベアルを技ありで破って優勝した。2019年2月のグランドスラム・パリでは準決勝で地元フランスのマルゴー・ピノに払巻込で敗れるが、3位決定戦で同じく地元のガイエを内股で破って3位になった。
4月からは自衛隊体育学校の所属となった。体重別では決勝で大野に小外刈の技ありで敗れて2位だった。5月のグランプリ・フフホトでは決勝でベルンホルムを払腰で破るなど全て一本勝ちして優勝を飾った。6月の実業団体では三井住友海上戦で新井に技ありで敗れた。9月の実業個人選手権では決勝で三井住友海上の佐藤みずほに反則勝ちして優勝した。11月の講道館杯では準決勝で田中に大内刈で敗れて3位だった。続くグランドスラム・大阪では2回戦でオランダのキム・ポリングに谷落で敗れた。12月のワールドマスターズでは初戦でウズベキスタンのグルノザ・マトニヤゾワに技ありで敗れた。
2020年2月のグランドスラム・パリでは準決勝で地元の世界チャンピオンであるガイエを内股で破るも、決勝では大野に一本背負投で敗れて2位だった。10月の講道館杯では準決勝で田中に反則負けすると、3位決定戦でも大野に合技で敗れて5位だった。
2021年4月の体重別は決勝でJR東日本の寺田宇多菜を技ありで破って優勝した。世界選手権の団体戦代表に選出された。6月の世界団体では決勝のフランス戦でガイエを内股で破ったのを始め、3戦全勝してチームの優勝に貢献した。10月のグランドスラム・パリでは準々決勝で大野を合技で破るなどして決勝まで進むと、世界チャンピオンであるクロアチアのバルバラ・マティッチを横四方固で破って、オール一本勝ちでの優勝を飾った。
2022年2月のグランドスラム・パリでは準決勝でドイツのジョヴァンナ・スコッチマッロに不戦勝ちするも、決勝で地元フランスのピノに背負投の技ありで敗れて今大会2連覇はならなかった。4月の体重別では初戦でJR東日本の宇野友紀子に反則負けを喫した。しかしながら、田中に続いて世界選手権代表に選ばれた。7月のグランドスラム・ブダペストでは準決勝でマティッチを後袈裟固で破ると、決勝でドイツのミリアム・ブトケライトを払腰で破って優勝した。10月の世界選手権では3回戦でガイエ、準々決勝でミヒャエラ・ポレレスをそれぞれ破るも、準決勝で伏兵であるクロアチアのララ・ツヴェトコに反則負けを喫した。その後の3位決定戦ではブトケライトを技ありで破って3位となった。世界団体では決勝のフランス戦でガイエを送襟絞で破るなど、全て一本勝ちしてチームの優勝に貢献した。12月のグランドスラム・東京では、決勝でオーストラリアのアオイフェ・コフランを足車で破るなどオール一本勝ちして優勝した。続くワールドマスターズでは準々決勝でガイエに敗れるも、その後の敗者復活戦を勝ち上がって3位になった。その直後の強化委員会で2023年の世界選手権代表に決まった。
2023年4月のグランドスラム・アンタルヤでは決勝でマティッチを技ありで破って優勝した。5月の世界選手権では準々決勝でガイエに反則勝ち、準決勝でマティッチを技ありで破ると、決勝ではドイツのジョヴァンナ・スコッチマッロを合技で破って優勝した。続く世界団体では決勝のフランス戦でピノに技ありで敗れるも、代表戦でピノに反則勝ちしてチームは優勝を飾った。6月には世界選手権優勝などの実績で2番手以下に大差を付けたと評価されて、パリオリンピックの代表に阿部兄妹らと共に本番1年1カ月前という柔道界では史上最速で内定した。8月のワールドマスターズでは準決勝でファンデイケにヘッドダイブの反則負けを喫するも、3位決定戦でポレレスに反則勝ちした。12月のグランドスラム・東京は膝のケガにより出場を見合わせることになった。
2024年3月のグランドスラム・タシケントでは準々決勝で地元のマトニヤゾワに技ありで敗れるも、敗者復活戦でタイマゾワに反則勝ち、3位決定戦でハンガリーのゲルチャーク・サビナを合技で破って3位になった。4月のアジア選手権では決勝で北朝鮮のムン・ソンヒを崩袈裟固で破って優勝した。7月のパリオリンピックでは準々決勝でファンデイケに技ありで敗れると、敗者復活戦でもスペインのアイ・ツノダ・ロウスタントに反則負けを喫して7位にとどまった。パリオリンピック混合団体では準決勝のドイツ戦で勝利するも、その後チームは決勝で敗れて2位だった。11月には現役を引退することになった。今後は所属でコーチを務めるという。

## 戦績
63kg級での戦績
- 2011年 - 全国中学校柔道大会 3位
- 2012年 - 全日本カデ 3位
- 2013年 - 全日本カデ 3位

70kg級での戦績
- 2014年 - 全国高校選手権 3位
- 2015年 - 優勝大会 優勝
- 2015年 - 全日本ジュニア 2位
- 2015年 - アジアジュニア 優勝
- 2015年 - 体重別団体 2位
- 2016年 - チューリンゲンジュニア国際 優勝
- 2016年 - オーストリアジュニア国際 優勝
- 2016年 - 優勝大会 優勝
- 2016年 - 全日本ジュニア 優勝
- 2016年 - 体重別団体 3位
- 2016年 - 講道館杯 優勝
- 2016年 - グランドスラム・東京 優勝
- 2017年 - グランドスラム・パリ 7位
- 2017年 - グランプリ・デュッセルドルフ 3位
- 2017年 - 体重別 2位
- 2017年 - グランドスラム・エカテリンブルグ 3位
- 2017年 - 優勝大会 優勝
- 2017年 - ユニバーシアード 個人戦 2位 団体戦 優勝
- 2017年 - 世界団体 優勝
- 2017年 - 学生体重別 優勝
- 2017年 - 体重別団体 優勝
- 2017年 - 講道館杯 優勝
- 2017年 - グランドスラム・東京 7位
- 2018年 - グランプリ・チュニス 3位
- 2018年 - グランドスラム・デュッセルドルフ 5位
- 2018年 - 体重別 3位
- 2018年 - 優勝大会 優勝
- 2018年 - グランプリ・ブダペスト 優勝
- 2018年 - アジア大会 個人戦 優勝 団体戦 優勝
- 2018年 - 体重別団体 3位
- 2018年 - グランドスラム・大阪 3位
- 2018年 - ワールドマスターズ 優勝
- 2019年 - グランドスラム・パリ 3位
- 2019年 - 体重別 2位
- 2019年 - グランプリ・フフホト 優勝
- 2019年 - 実業個人選手権 優勝
- 2019年 - 講道館杯 3位
- 2020年 - グランドスラム・パリ 2位
- 2020年 - 講道館杯 5位
- 2021年 -　体重別　優勝
- 2021年 -　世界団体 優勝
- 2021年 -　グランドスラム・パリ　優勝
- 2022年 -　グランドスラム・パリ 2位
- 2022年 -　グランドスラム・ブダペスト 優勝
- 2022年 -　世界選手権　3位
- 2022年 -　世界団体 優勝
- 2022年 -　グランドスラム・東京 優勝
- 2022年 -　ワールドマスターズ　3位
- 2023年 -　グランドスラム・アンタルヤ　優勝
- 2023年 -　世界選手権　優勝
- 2023年 -　世界団体 優勝
- 2023年 -　ワールドマスターズ 3位
- 2024年 -　グランドスラム・タシケント 3位
- 2024年 - アジア選手権　優勝
- 2024年 - パリオリンピック　7位
- 2024年 -  パリオリンピック混合団体 2位

（出典、JudoInside.com）